# Buteogallus gundlachii
Buteogallus gundlachii là một loài chim trong họ Accipitridae.

## Hình ảnh

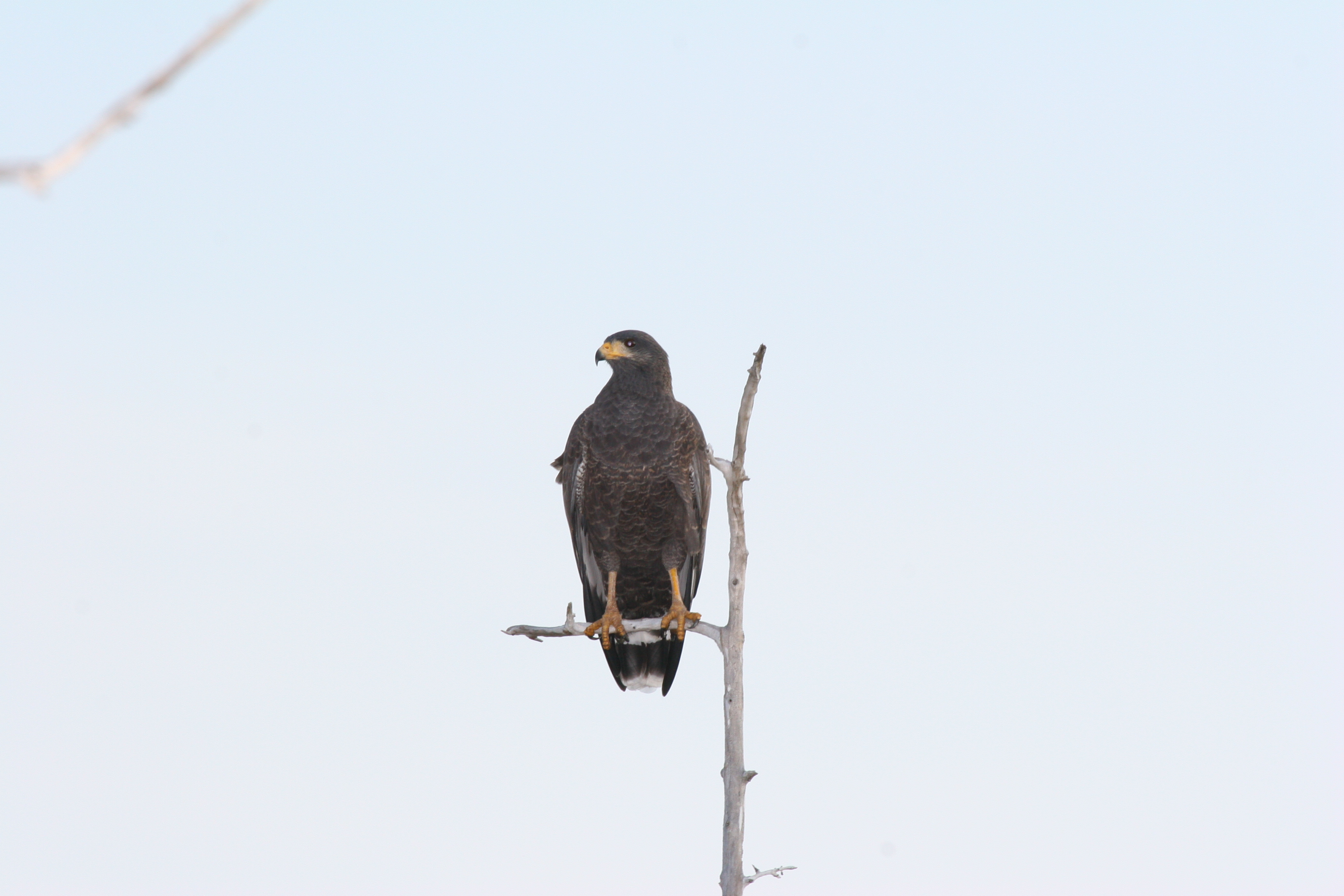
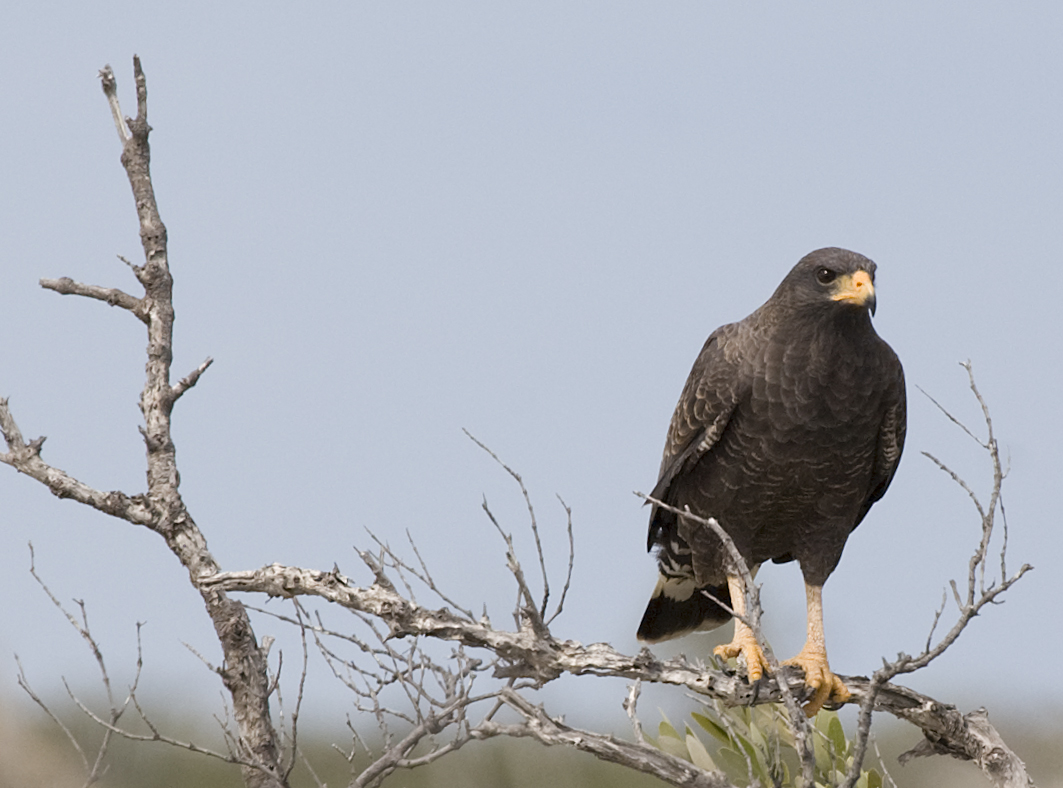